# 水郡線統括センター
水郡線統括センター（すいぐんせんとうかつセンター）は、茨城県久慈郡大子町大字大子の東日本旅客鉄道（JR東日本）水郡線常陸大子駅構内に所在する水郡線の運営組織である。水戸支社の管轄。水郡線の運営に携わる駅社員および乗務員（運転士・車掌）の所属組織であり、2022年3月12日に水郡線営業所を改組して発足。また常陸大子駅西側に車両基地を有し、首都圏本部が所管する車両検修部門「勝田車両センター大子派出所」が設置されている。本記事においては同派出所についても扱う。

## 駅
- 常陸大子駅 - 所長所在駅
- 常陸大宮駅★
- 玉川村駅●
- 野上原駅☆
- 山方宿駅●
- 中舟生駅☆
- 下小川駅☆
- 西金駅☆
- 上小川駅●
- 袋田駅●
- 下野宮駅☆
- 矢祭山駅☆
- 東館駅●
- 南石井駅☆
- 磐城石井駅☆
- 磐城塙駅●
- 近津駅☆
- 中豊駅☆
- 磐城棚倉駅☆
- 磐城浅川駅●
- 里白石駅☆
- 磐城石川駅★
- 野木沢駅☆
- 川辺沖駅☆
- 泉郷駅☆
- 川東駅☆
- 小塩江駅☆
- 谷田川駅☆
- 磐城守山駅☆

## 乗務員
- 水郡線：全線
- 東北本線：安積永盛 - 郡山間（水郡線列車乗り入れ区間）

## 勝田車両センター大子派出所配置車両
水郡線で運用される車両が配置されている。2024年4月1日現在の配置車両は以下の通り。
| 電車 | 気動車 | 機関車 | 客車 | 貨車 | 合計 |
| ---- | ------ | ------ | ---- | ---- | ---- |
| 0両  | 39両   | 0両    | 0両  | 0両  | 39両 |

- キハE130系気動車（39両）
  - 両運転台のキハE130形13両(1-13)、片運転台のキハE131形(1-13)・キハE132形(1-13)2両編成13本が配置されている。

## 配置車両の車体に記される略号
「都スイ」…首都圏本部を意味する「都」と、水郡線を意味する「スイ」から構成される。
- なお、今後車両の略号表記は割愛される方向であるため、実際には「都カツ」表記が車両に記載されることは無い。
- 首都圏本部へ移管前（水郡線営業所→水郡線統括センター時代）は「水スイ」、水郡線営業所発足前（常陸大子運輸区時代）は「水タイ」であった。

## 過去の配置車両
- キハ110系気動車
  - 両運転台のキハ110形100番台17両、片運転台のキハ111形・キハ112形100番台2両編成10本、150番台2両編成2本が配置されていた。キハE130系の導入により、盛岡車両センター・小牛田運輸区・新津運輸区に転出したため配置がなくなった[要出典]。
- マニ50形客車（1両，2186　現・東急マニ50形客車）
  - 勝田車両センター配置の485系電車ジョイフルトレイン「リゾートエクスプレスゆう」編成がディーゼル機関車牽引で非電化区間に乗り入れる場合に連結された車両。「ゆう」編成にサービス機器への電力を供給するディーゼル発電機を搭載した電源車であり、救援車でもある。また自動空気ブレーキと電磁直通ブレーキ・電気指令式ブレーキとの読み替え装置を搭載しており、新系列電車の配給回送などの運用に就くこともあった。通常は水戸駅構内に留置されていた。
  - 2018年7月26日に長野総合車両センターへと回送され[2]、同年7月28日に一旦除籍された後[3][4]、「THE ROYAL EXPRESS」用電源車として2019年7月3日に東急電鉄へ譲渡された[5][6]。

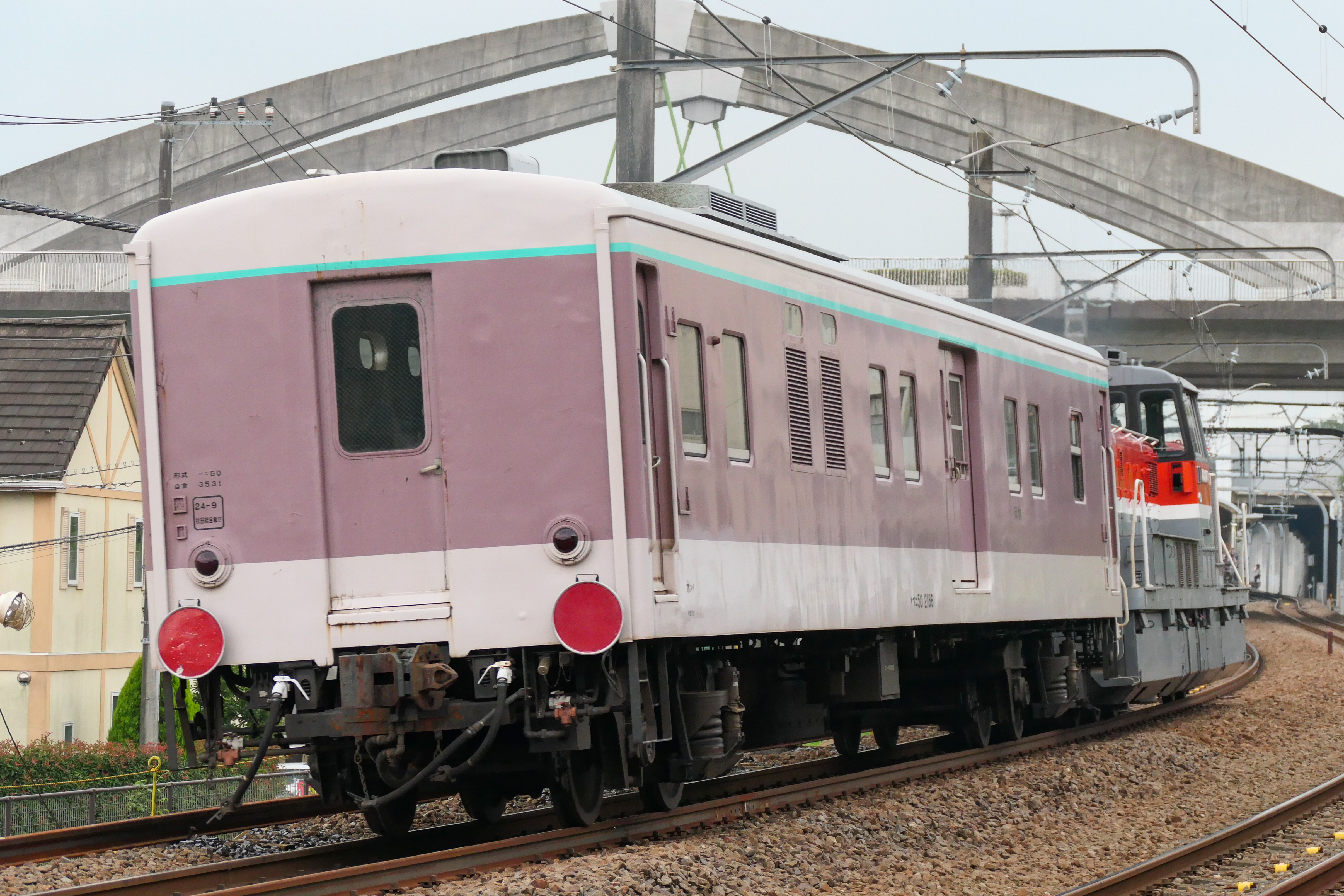
「リゾートエクスプレスゆう」の電源車として使用されていたマニ50 2186

## 歴史
- 1992年3月1日 - 常陸大子運輸区と水郡線有人駅の営業を統合し、水郡線営業所発足[7]。営業科・運輸科・保線科の組織体制とし、水郡線全体の運営を行う。
- 2007年5月19日 - 「JR発足20周年記念水郡線営業所まつり」開催。
- 2008年8月23日 - 「水郡線営業所まつり」開催。
- 2014年11月30日 - 「水郡線営業所まつり」開催。
- 2016年11月13日 - 「水郡線営業所まつり」開催。
- 2017年11月12日 - 「水郡線営業所まつり」開催。
- 2018年7月 - 保線科を水戸保線技術センターに移管し、水戸保線技術センター常陸大子エリアセンター発足。
- 2022年3月12日 - 水郡線営業所を水郡線統括センターに改称する[8][9]。
- 2022年10月1日 - 水戸営業統括センター発足に伴い、上菅谷駅業務を水戸営業統括センターに移管する。
- 2024年10月1日 - 水郡線統括センターの車両検修部門を、首都圏本部勝田車両センターに移管し勝田車両センター大子派出所発足。